# ピエトロ・ロンギ
ピエトロ・ロンギ（Pietro Longhi、1701年11月5日 – 1785年5月8日）はイタリアの画家である。ヴェネツィアで活動し、おもに風俗画を描いた。

## 略歴

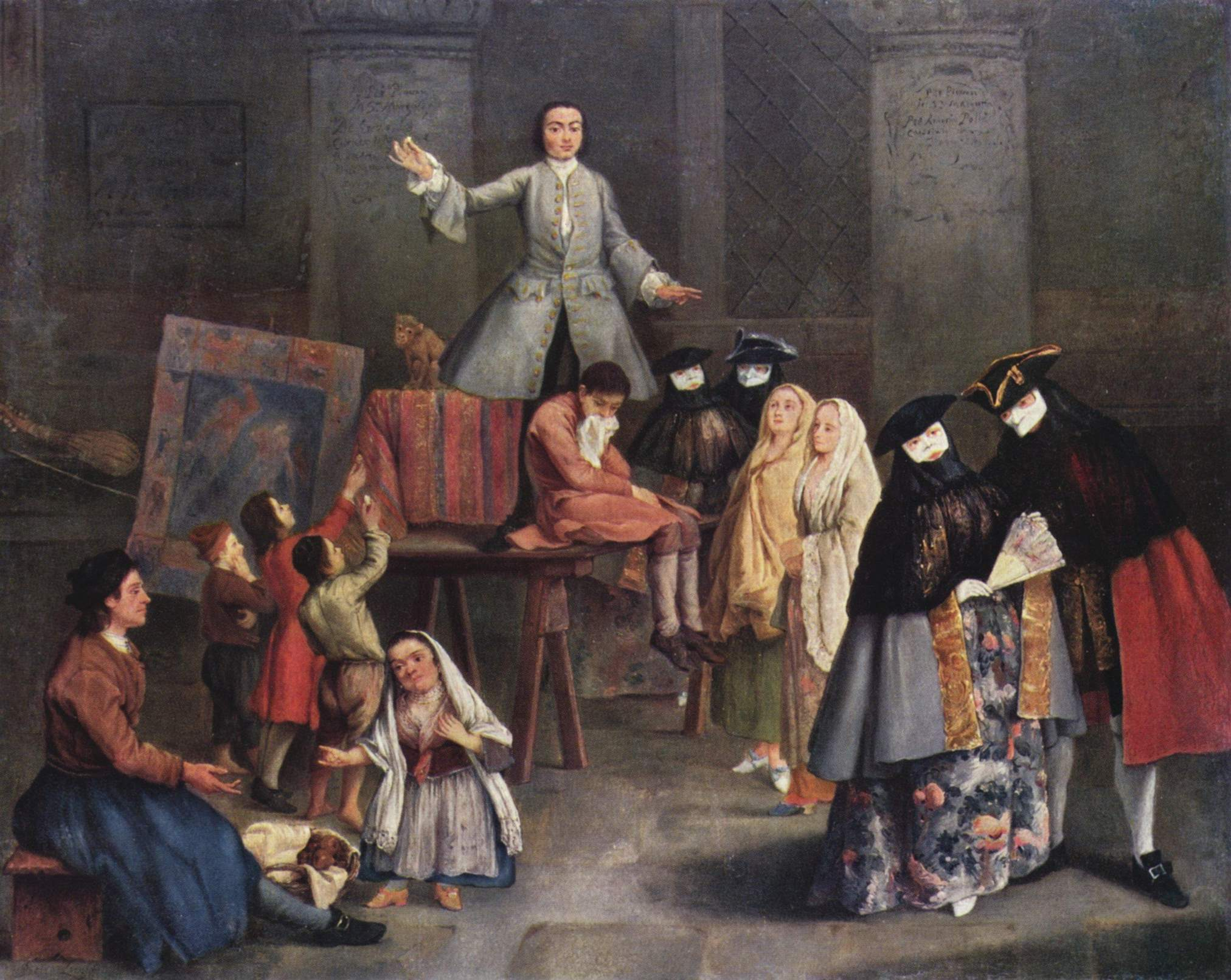
ピエトロ・ロンギ作『歯医者(Il cavadenti)』(c.1750)

ヴェネツィアで裕福な銀細工師、アレッサンドロ・ファルカ(Alessandro Falca)の息子に生まれた。 姓は1733年にヴェネツィアの画家組合（Fraglia dei Pittori)に入会するとき、ロンギと改めた。
初め、ジュゼッペ・クレスピの弟子でヴェローナ生まれの画家、アントニオ・バレストラ(1666–1740)に学んだ 。1732年にヴェネツィアに戻り、結婚した。この結婚で生まれた息子のアレッサンドロ・ロンギは肖像画家になった。
初期の作品として祭壇画、宗教画を描いた。ヴェネツィアの貴族、サグレード家の邸の装飾画(1734年)などが知られている。1730年代後半から、ヴェネツィア市民の生活を題材に風俗画を描くようになり、イギリスの人気のあった風俗画家、ウィリアム・ホガースになぞらえ、「ヴェネツィアのホガース」と称されることになった。ロンギの作品は富裕層の好みに合い、人気となった。またヴェネツィアの貴族階級の人物やその家族の肖像画も多く描いた。

## 作品

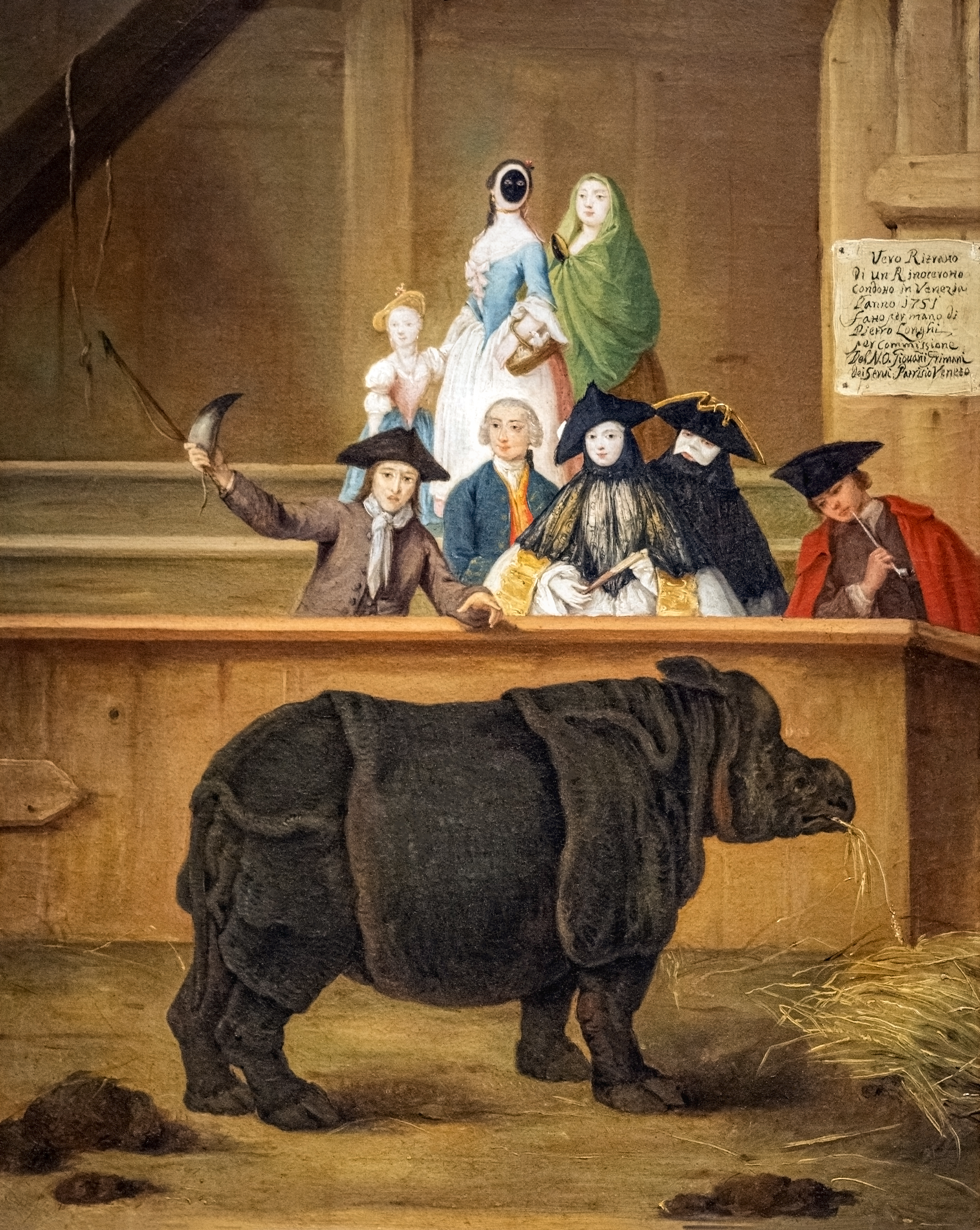
サイのクララ (en:Clara (rhinoceros)) を見物するベネツィア市民(1751)
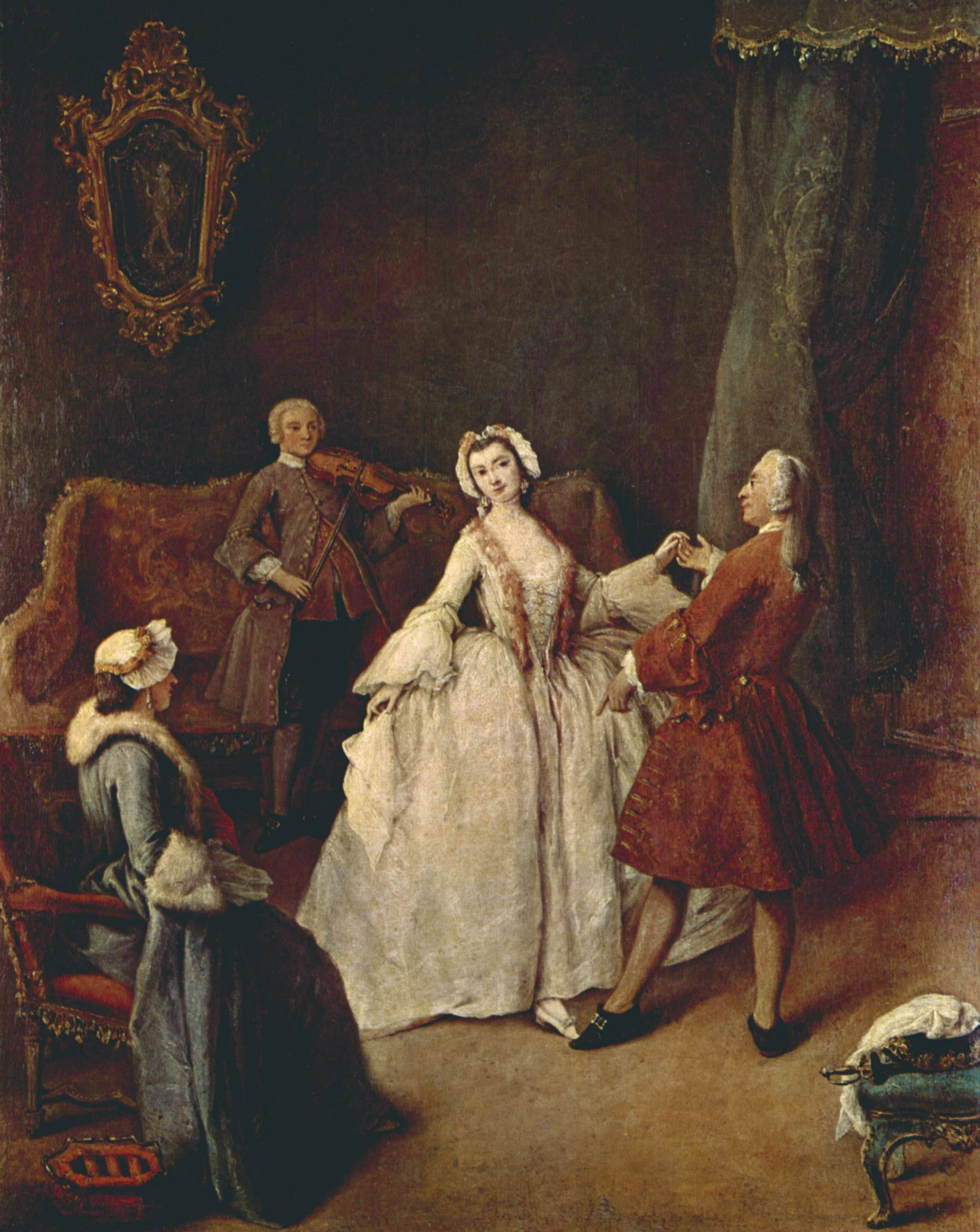
ダンスの練習 (c.1741)
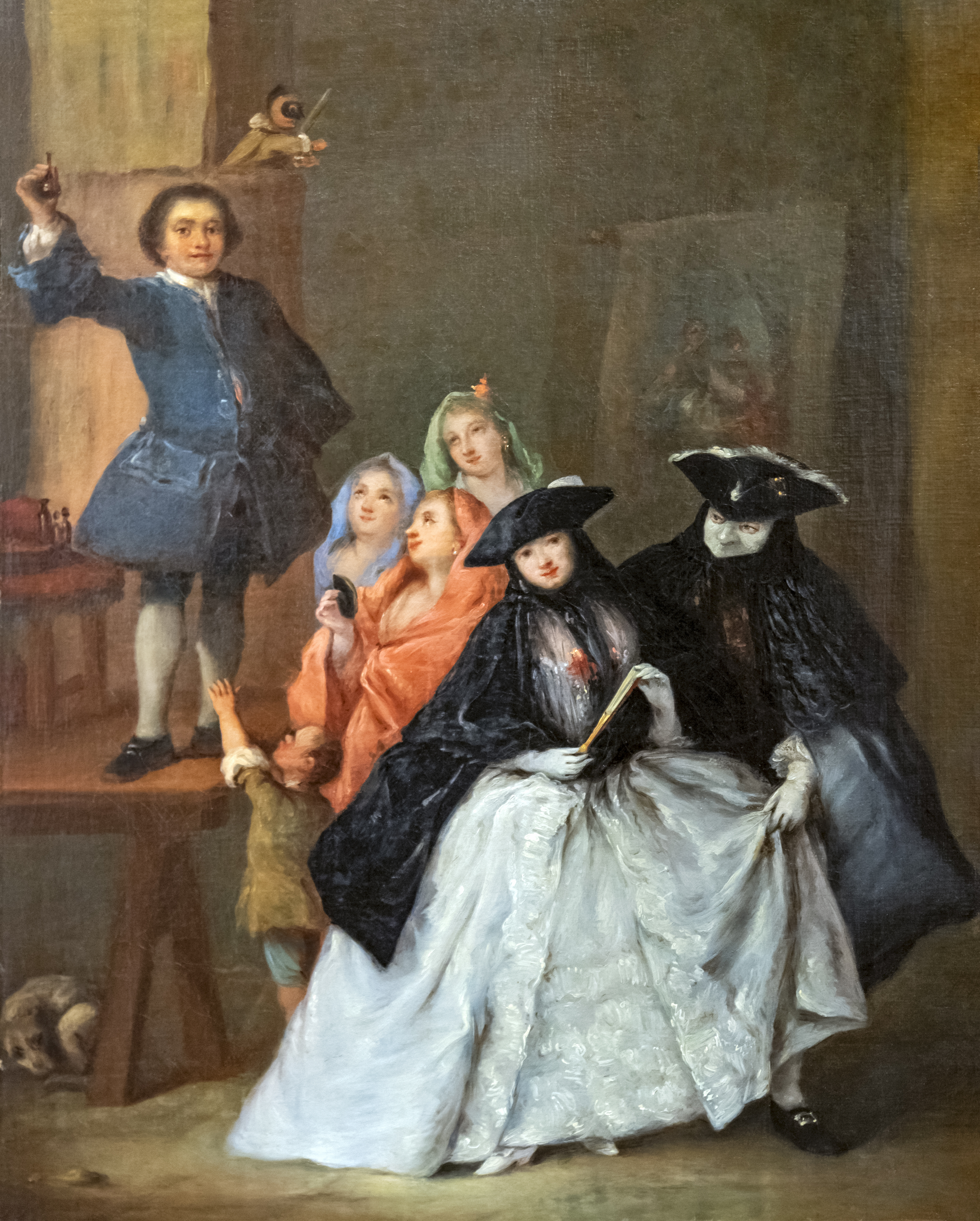
山師
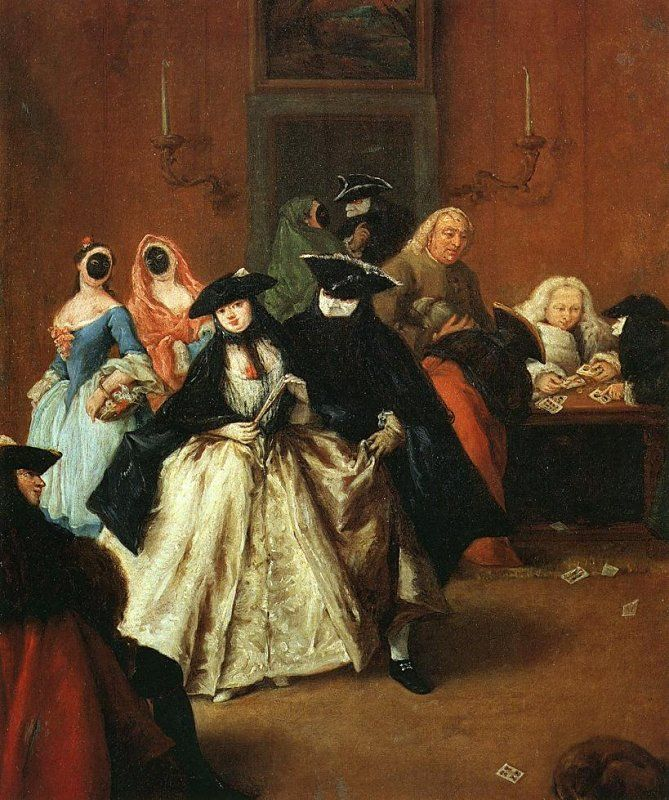
遊戯室
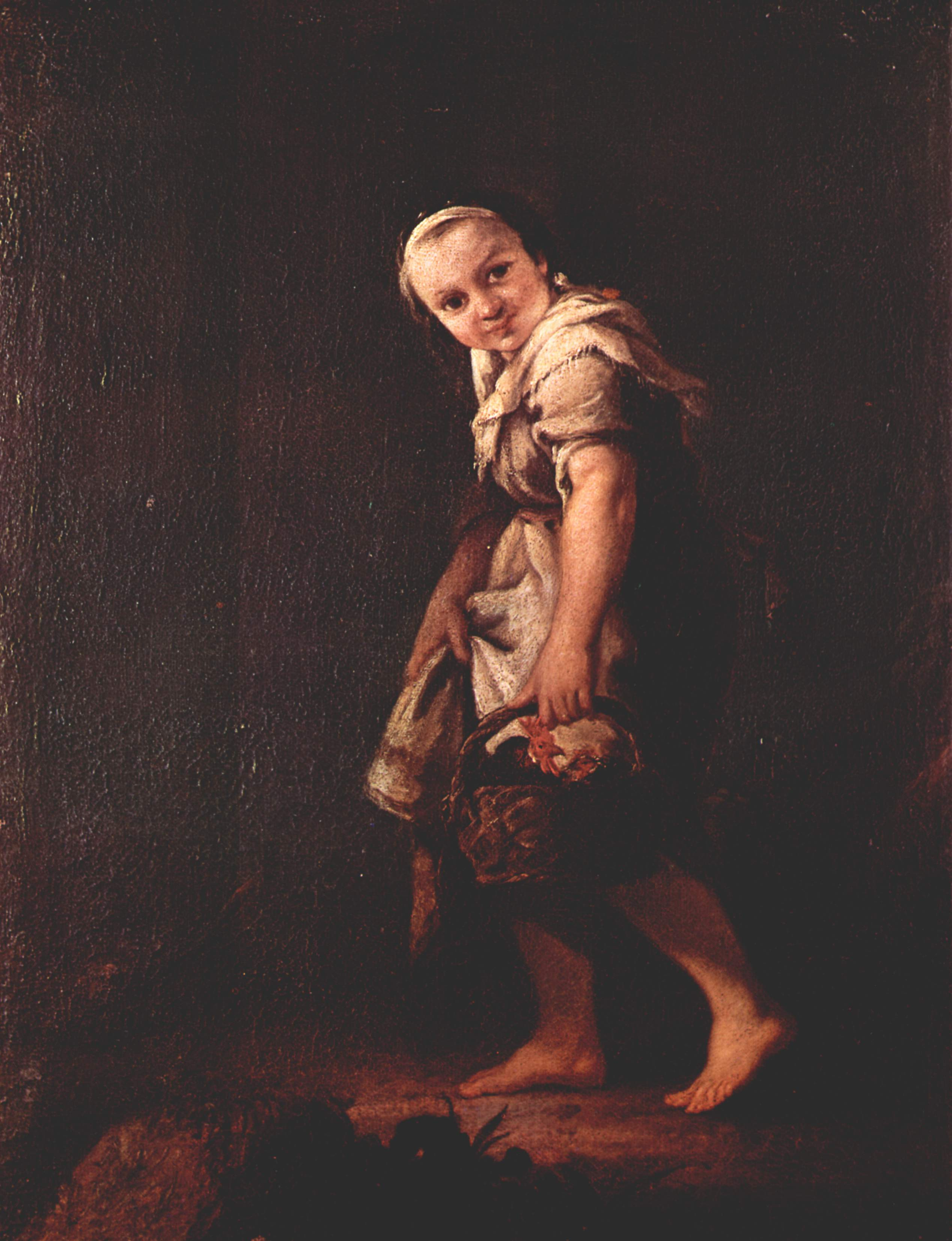
篭をもった羊飼い(c.1740)
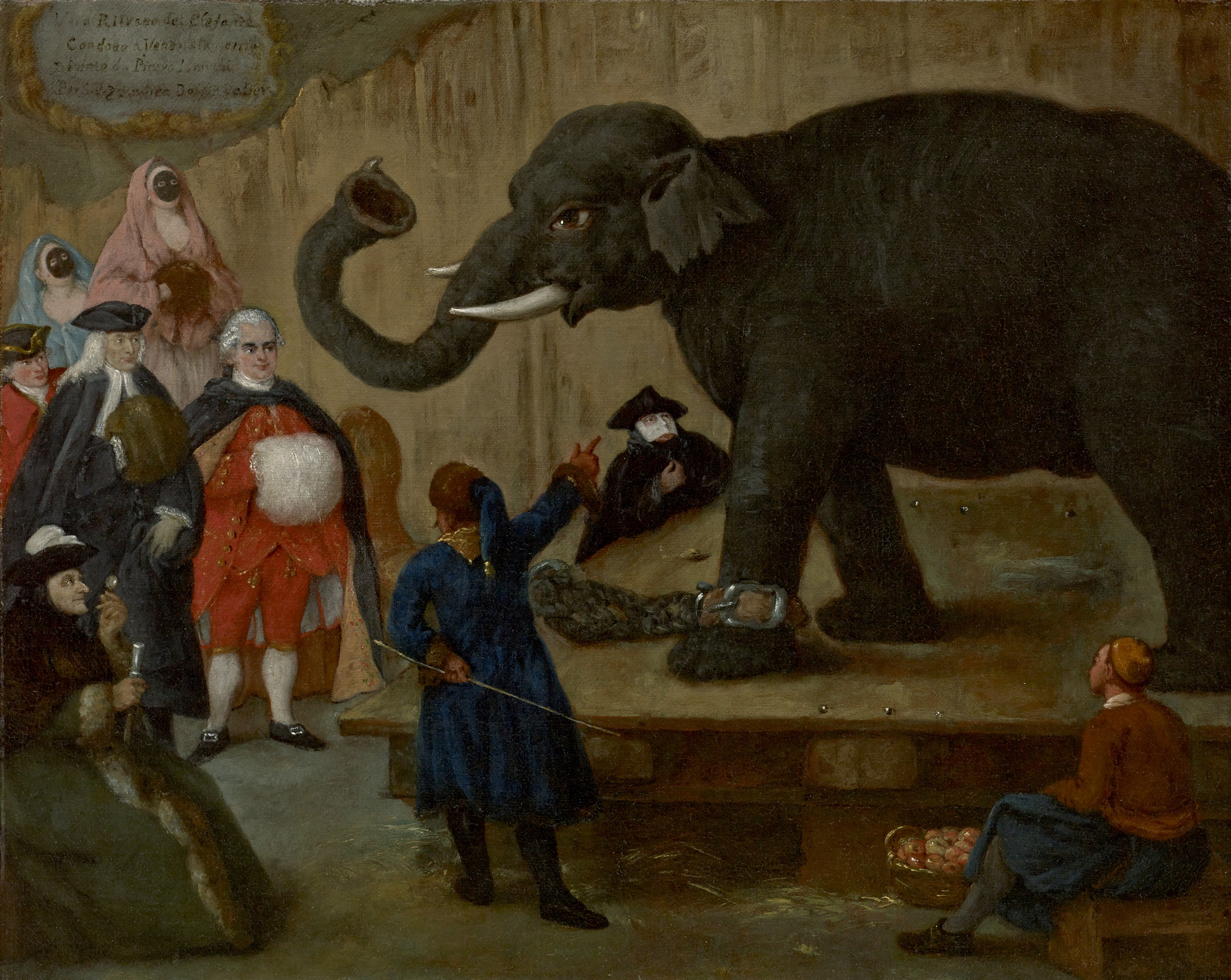
象の展示
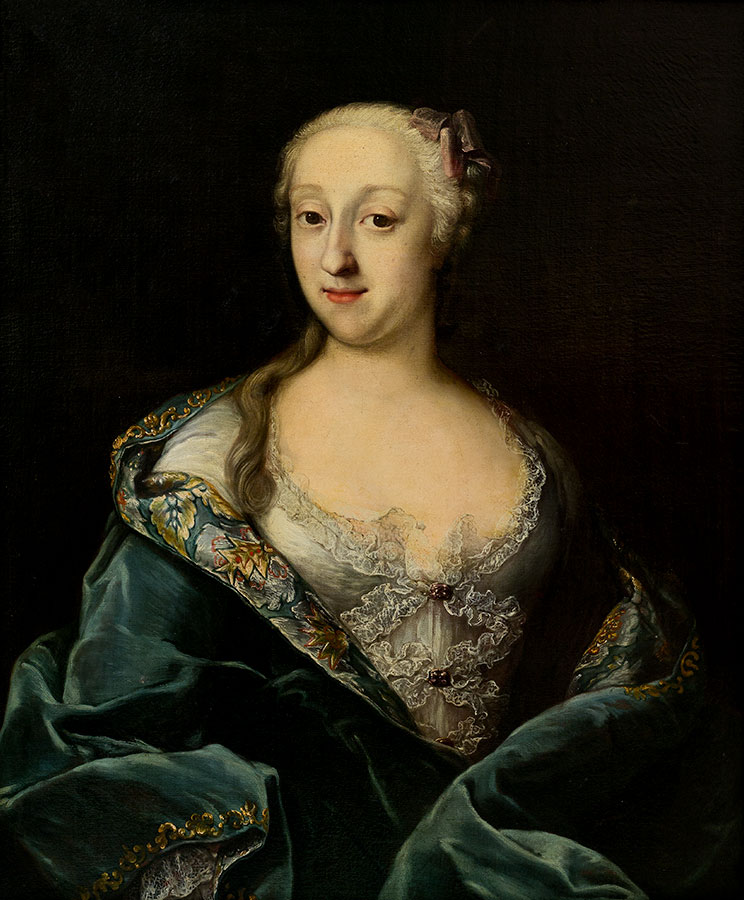
貴族女性の肖像画
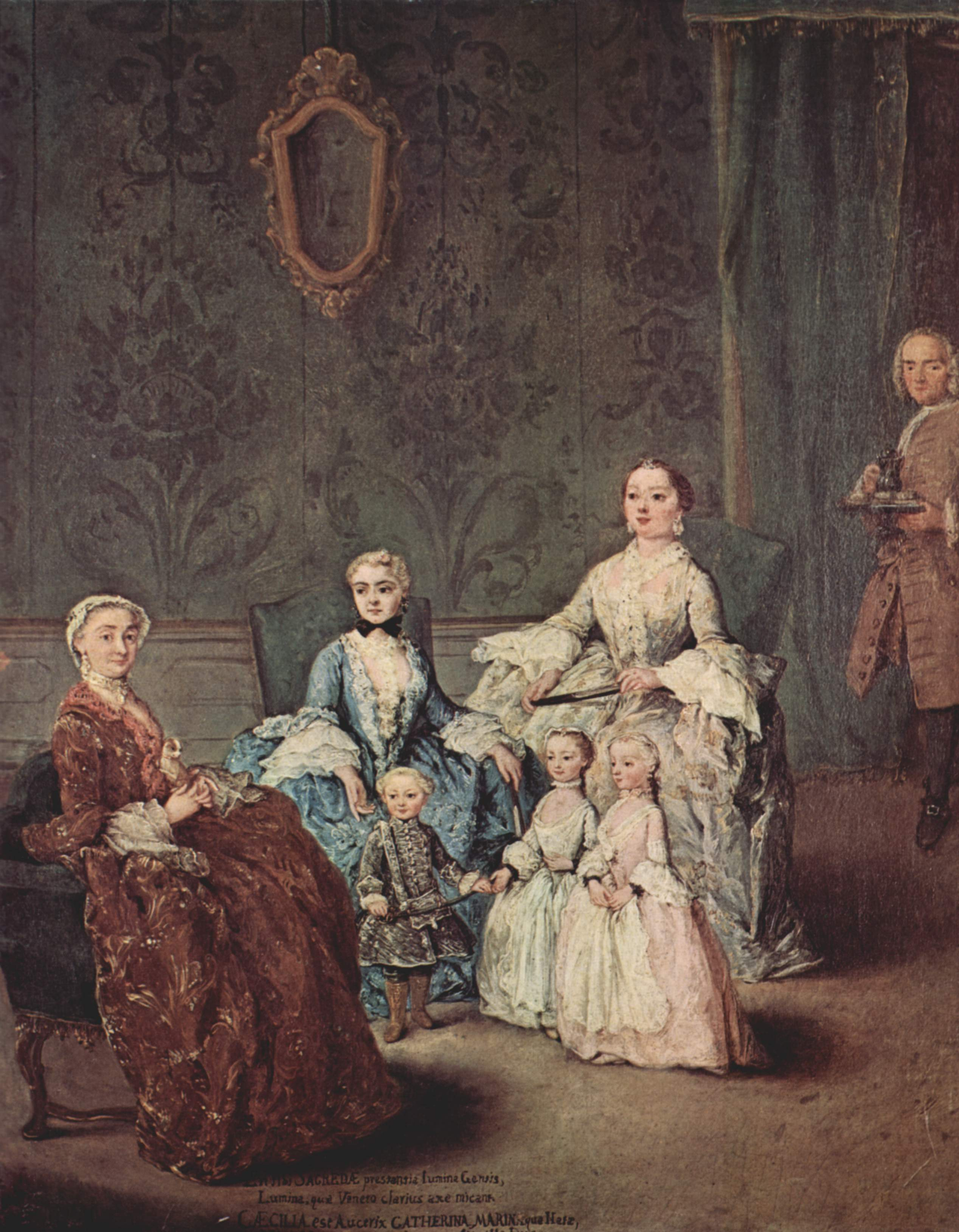
サグレード家の家族の肖像画